# 도쿠야마촌 (기후현)
도쿠야마정(일본어: 徳山村)은 일본 기후현 이비군에 설치되었던 촌이다. 폐촌되기전 인구는 632명으로 조사되었다. 1980년대까지만 해도 1,306명으로 조사되었지만

## 요약
1947년 7월 10일에 50호가 소실되는 대화재가 발생하였다. 1954년 5월 13일에도 121가구 중 118가구가 전소된 혼고 대화재가 발생하여 재해구조법이 적용되었다. 이 2번의 대화재로 도쿠야마촌에 관한 고문서류도 소실되었다.

## 역사
도쿠야마촌(및 합병후의 후지하시무라)에서는 도쿠야마댐 건설에 따른 수몰지역의 매장문화재 발굴조사가 이루어졌으며 야마테지구에 존재했던 사찰의 유적(현 이비카와정 야마테, 발굴당시는 후지하시무라 다이지의 야마노테자와야키)에서 구석기시대(2만년 이상전)의 석기가 발견되었다. 이밖에 죠몬시대의 츠카 오쿠야마 유적(구칭:미야가하라 유적, 현 이비가와쵸 츠카지즈카 오쿠야마)을 비롯한 38개소의 유적(1996년) 11월 현재)이 발견되었으며, 죠몬인·야요이인이 옛부터 이 땅에서 생활하고 있었음이 판명되고 있다.
- 1889년 7월 1일 - 정촌제 시행으로 이케다군 도쿠야마촌, 야마노테촌, 하세하라촌, 츠카촌, 가이타촌, 도이리촌, 가도이리촌를 폐지하고, 이케다군 도쿠야마촌이 성립하였다.
- 1897년 4월 1일 - 이비군 설치에 따라, 이비군 도쿠야마촌이 되었다.
- 1986년 7월 30일 - 이비군 후지하시촌과의 합병협정서 체결 조인식
- 1987년
  - 3월 27일 - 폐촌식
  - 4월 1일 - 이비군 후지하시촌에 폐기 분합하였다.
- 1989년 3월 31일 - 8지구 466세대와의 세대 이전 계약이 완료하였다.
- 2001년 - 후지하시 촌 편입 후에도 남아 있던 세대를 포함하여 전체 세대의 이전이 완료하였다.

## 인구
1960년(1960년)의 2,294명(482세대)을 정점으로 감소로 돌아섰다.폐촌 직전인 1986년 10월 1일 시점에서는 153명(109가구)까지 감소하였다

## 교통

### 도로
- 국도 417호
- 기후 현도 270호 도쿠야마네오 선 (현 기후현도 270호 후지하시 네오선: 우마사카고개 경유)

## 참고 문헌
- 角川日本地名大辞典編纂委員会,『角川日本地名大辞典 21 岐阜県』1980, 角川書店